# بوگوتا: شهر گمشده‌ها
بوگوتا: شهر گمشده (انگلیسی: Bogota: City of the Lost; کره‌ای: 보고타; لاتین‌نویسی اصلاح‌شده: Bogota) یک فیلم درام جنایی محصول کره جنوبی به کارگردانی کیم سونگ جه و با بازی سونگ جونگ کی و لی هی جون است. این فیلم داستان مهاجرانی را روایت می‌کند که برای زنده ماندن در بوگوتا، معاملات خطرناکی را آغاز می‌کنند.